# Семёнов, Александр Иванович (Герой Советского Союза)
Александр Иванович Семёнов (21 июня 1922 — 4 октября 2020) —  советский офицер, подполковник, Герой Советского Союза, участник Великой Отечественной войны. Почётный гражданин Лужского района Ленинградской области.
На момент представления к званию Героя Советского Союза - командир СУ-85 13-й гвардейской танковой бригады (4-й гвардейский танковый корпус, 60-я армия, 1-й Украинский фронт), гвардии лейтенант.

## Биография
Александр Семёнов родился 21 июня 1922 года в деревне Хиновино Тёсовской волости Новгородского уезда Новгородской губернии (ныне не существует; территория Ям-Тёсовского сельского поселения Лужского района Ленинградской области) в семье крестьянина. По национальности русский.
Образование начальное среднее, окончил 7 классов школы в деревне Хрепёлка Лужского района. Работал в колхозе, затем заведующим избой-читальней. Во время войны деревня Хрепёлка была сожжена, семья угнана в Германию.
В Красной Армии с 14 июля 1941 года. В действующей армии с октября 1941 года. Воевал наводчиком, командиром орудия и командиром самоходной артиллерийской установки на Западном, Брянском, Воронежском, 1-м Украинском фронтах. В 1943 году окончил Ростовское артиллерийское училище.
Александр Семёнов участвовал в обороне города Подольск в ходе Московской битвы — в 1941 году; в боях севернее Воронежа — в 1942 году; — в оборонительных боях в районе города Малин Житомирской области — в 1943 году; - в Проскуровско-Черновицкой операции, в том числе в боях за города Збараж, Тернополь, в Львовско-Сандомирской операции, в том числе в разгроме Бродской вражеской группировки, в освобождении городов Львов, Жешув, Дембица, в Карпатско-Дуклинской операции — в 1944 году.
Командир СУ-85 13-й гвардейской танковой бригады 4-го гвардейского танкового корпуса гвардии лейтенант Александр Семёнов отличился в середине сентября 1944 года в районе посёлка Завада-Романувска (Польша). Умело маневрируя установкой, прорвался в тыл гитлеровцев, где уничтожил 2 противотанковых орудия, 3 станковых пулемёта с расчётами, 4 автомашины с грузами и группу солдат. В бою был ранен, но продолжал командовать экипажем и в течение 6 часов отражал вражеские контратаки, выполняя боевую задачу.
Указом Президиума Верховного Совета СССР от 10 апреля 1945 года  за образцовое выполнение боевых заданий командования на фронте борьбы с немецкими захватчиками и проявленные при этом отвагу и геройство гвардии лейтенанту Семёнову Александру Ивановичу присвоено звание Героя Советского Союза с вручением ордена Ленина и медали «Золотая Звезда».
После длительного лечения на фронт уже не вернулся, в марте 1945 года был назначен командиром танка запасного танкового полка. После войны продолжал службу в рядах Советской армии. Член КПСС с 1946 года. С февраля 1946 года - командир танкового взвода.
В 1949 году окончил окружные Курсы усовершенствования офицерского состава Белорусского военного округа, в июне этого года назначен командиром танковой роты, с в мае 1955 года - заместителем командира танкового батальона 56-го гвардейского танкового полка 7-й гвардейской танковой дивизии 3-й гвардейской механизированной армии в Группе советских оккупационных войск в Германии. С 1960 года – в Ракетных войсках стратегического назначения (РВСН) на должности командира батареи транспортировки ракетного полка (г. Прикуеле, Латвийская ССР), с марта 1962 года - на такой же должности в ракетном полку в городе Таураге (Литовская ССР). В 1964 году окончил Высшие академические курсы при Ленинградской Военной инженерной академии имени А.Ф. Можайского. С апреля 1963 года - заместитель командира ракетного дивизиона в Литовской ССР. С ноября 1965 майор А. И. Семёнов — в запасе. В 1975 году ему было присвоено звание подполковника запаса.
Жил в городе Луга Ленинградской области.  Работал начальником спортивно-технического клуба ДОСААФ, тренером по стрелковому спорту. Принимал участие в общественной жизни города.
Был последним проживавшим в Ленинградской области Героем Советского Союза эпохи Великой Отечественной войны.
Скончался 4 октября 2020 года. Похоронен на Аллее Героев у мемориала «Павших Героев» в городе Луга.

## Награды
- Герой Советского Союза (10.04.1945) с вручением Ордена Ленина и медали "Золотая Звезда".
- Орден Отечественной войны 1 степени (1985).
- Орден Красной Звезды (30.12.1956).
- медаль "За боевые заслуги" (19.11.1951).
- Почётный гражданин Лужского района Ленинградской области[3].